# Sessão de Sábado
Sessão de Sábado é uma sessão de filmes exibida pela TV Globo. Inicialmente parte da grade da emissora entre 1992 e 2011, retornou de forma esporádica em 2019, e desde 2021 de forma definitiva.

## História

### 1992–2011
O programa foi exibido nas tardes de sábado da emissora em diversos períodos. O primeiro e mais duradouro foi entre 15 de agosto de 1992 e 2 de abril de 2011, sendo substituído pelo TV Xuxa, que era exibido de manhã e passou a ocupar a faixa da tarde.
Em 8 de abril de 2000, a sessão exibiu o filme RoboCop apenas para a Rede Bahia, que não exibiu a estreia do Caldeirão do Huck em favor da programação local. O último filme exibido foi Missão Impossível. A classificação indicativa era livre/não era recomendada para menores de 10 anos. Porém, no dia 18 de fevereiro de 2012, a Globo Minas exibiu uma Sessão de Sábado: Especial com o filme Xuxa Gêmeas de 2006, enquanto as outras afiliadas da TV Globo exibiam os Campeonatos Estaduais de 2012 ou um programas locais. Entretanto, que a Globo chegou a postar em seu site uma programação descrevendo que a sessão a ser exibida seria a Sessão da Tarde, enquanto em outra página dizia que era de fato a própria Sessão de Sábado. A audiência dessa Sessão de Sábado excepcional foi 11.9 pontos, ficando em primeiro lugar.
Entre fevereiro de 2014 a abril de 2015, uma sessão substituta chamada Cine Fã-Clube, foi ao ar exibindo substituindo a antiga faixa horária da Sessão de Sábado, mas também sujeita a mudanças nas programações locais.

### 2019–21: exibições excepcionais
A sessão voltou a ser exibida na Globo, porém, como tapa-buraco do sábado de carnaval em 2 de março de 2019, exibindo filmes diferentes para cada região. Em algumas praças, foi exibido o filme A Espiã que Sabia de Menos e em outras, o episódio "A Feiticeira Berenice" da série Detetives do Prédio Azul. Isso se repetiu no ano seguinte, onde foi exibido o filme Juntos e Misturados para todo o Brasil, menos para São Paulo, em 22 de fevereiro de 2020.
Em 16 de maio de 2020, por conta da pandemia de COVID-19, a sessão voltou ao ar semanalmente em caráter excepcional, substituindo as reprises da Escolinha do Professor Raimundo e do Música Boa. O primeiro filme exibido foi Lisbela e o Prisioneiro. Durante esse período, a sessão exibiu vários filmes já exibidos em outras emissoras e na própria Globo, como: Cinderela, Noiva em Fuga, Miss Simpatia, O Guarda-Costas, Jurassic Park: Parque dos Dinossauros, Mudança de Hábito e Diário de uma Paixão. Saiu de cena em 25 de julho de 2020 com a exibição do filme Uma Linda Mulher, sendo substituída pela reprise do humorístico Toma Lá, Dá Cá e pela segunda temporada do programa Música Boa.
Retornou novamente a programação em 2 de janeiro de 2021, substituindo o Toma Lá, Dá Cá e o Simples Assim. Em seu retorno, foi exibido o filme Forrest Gump - O Contador de Histórias. Durante sua temporada de verão, a sessão continuou apresentado filmes clássicos dos anos 80, 90 e 2000. Entre eles: Velozes e Furiosos, Curtindo a Vida Adoidado, Armageddon, A Bela e a Fera, O Auto da Compadecida, O Máskara, Karatê Kid, entre outros. A temporada foi encerrada em 27 de fevereiro, com exibição do filme Dirty Dancing - Ritmo Quente, e foi substituída pelo retorno do Toma Lá, Dá Cá e a reestreia do Se Joga, que passou a ser exibido semanalmente.

### 2021–presente: retorno definitivo
Em 4 de setembro de 2021, a Sessão de Sábado foi reintegrada de maneira permanente à grade de programação da Globo, substituindo o Se Joga, encerrado na semana anterior. No dia, foi exibido o filme Malévola. Entretanto, a sessão não é exibida nas regiões com programação local e/ou transmissões de futebol. O propósito atual é apresentar clássicos populares do cinema recente, tais como: As Panteras, Minha Mãe É Uma Peça, O Pequeno Stuart Little, Indiana Jones, Um Tira da Pesada e O Show de Truman. Desde 16 de março de 2024, passou a ser exibida após a faixa de reprises de novelas "Edição Especial".
Em 21 de dezembro de 2024, foi exibida excepcionalmente em rede nacional e após o Caldeirão com Mion, devido ao cancelamento da final masculina da Taça das Favelas Brasil. Na ocasião, foi exibido o filme De Repente Pai.

## Acontecimentos Inéditos
No dia 30 de maio de 2020, um fato inédito: a Sessão de Sábado exibiu pela primeira vez um filme com classificação de 12 anos. O filme em questão foi Mudança de Hábito, anunciada já nas chamadas de reestreia. No dia 4 de julho de 2020, a Sessão de Sábado exibiu pela primeira vez, um filme com classificação de 14 anos. O filme em questão foi Diário de uma Paixão.